# Amtsgericht Bärwalde in der Neumark
Das Amtsgericht Bärwalde in der Neumark war ein preußisches Amtsgericht mit Sitz in Bärwalde in der Neumark, Provinz Brandenburg.

## Geschichte
Seit 1849 bestanden in Preußen Kreisgerichte. Das Kreisgericht Cüstrin war dem Appellationsgericht Frankfurt a. d. Oder nachgeordnet. In Bärwalde bestand eine Zweigstelle (Gerichtskommission) des Kreisgerichtes Cüstrin. Im Rahmen der Reichsjustizgesetze wurden diese Gerichte 1879 aufgehoben. Das königlich preußische Amtsgericht Bärwalde in der Neumark wurde mit Wirkung zum 1. Oktober 1879 als eines von 14 Amtsgerichten im Bezirk des Landgerichtes Landsberg a.W. im Bezirk des Kammergerichtes gebildet. Der Sitz des Gerichts war die Stadt Bärwalde in der Neumark. Sein Gerichtsbezirk umfasste aus dem Landkreis Königsberg den Stadtbezirk Bärwalde und die Amtsbezirke Blessin, Güstebiese, Sellin, Stölpchen Forst, Voigtsdorf, Clossow und Zellin. Am Gericht bestand 1880 eine Richterstelle. Das Amtsgericht war damit ein kleines Amtsgericht im Landgerichtsbezirk.
Im Jahre 1945 wurde der Sprengel des Gerichtes unter polnische Verwaltung gestellt. Das Amtsgericht Bärwalde in der Neumark musste entsprechend seine Tätigkeit einstellen.